# Jochen Motte
Jochen Motte (* 6. September 1962 in Neunkirchen) ist ein deutscher Theologe und Menschenrechtsexperte. Er ist stellvertretender Generalsekretär der Vereinten Evangelischen Mission (VEM) und leitet seit 1992 das Programm für Gerechtigkeit, Frieden und Bewahrung der Schöpfung.

## Werdegang
Jochen Motte studierte von 1981 bis 1988 Evangelische Theologie in Wuppertal, Tübingen und Bern. Von 1988 bis 1992 war er als wissenschaftlicher Assistent an der Kirchlichen Hochschule Wuppertal in den Fächern Altes Testament und Praktische Theologie tätig. Mit einer Arbeit zu Walther Zimmerli wurde er 1992 im Fach Systematische Theologie promoviert. Seit 1990 ist er Pastor der Evangelischen Kirche im Rheinland.
1992 begann Jochen Motte seine Tätigkeit bei der Vereinten Evangelischen Mission (VEM), wo er 2008 in den Vorstand gewählt und 2011 zum stellvertretender Generalsekretär berufen wurde. Er hat eine Vielzahl von internationalen Konferenzen und Studienprozessen durchgeführt, die den Themenbereichen Menschenrechte/Advocacy, Frieden/Konflikte und Klima/Umwelt aus theologischer Perspektive nachgegangen sind. Er sieht die Kirchen angesichts aktueller Herausforderungen weltweit in einer besonderen Verantwortung, für Menschenrechte einzutreten.
Seit Gründung des Forum Menschenrechte im Jahr 1994 repräsentiert er die VEM in diesem Netzwerk und gehört dem Koordinierungskreis an. Er ist dort zuständig für die Pflege der zivilgesellschaftlichen Kontakte und den Austausch mit dem Auswärtigen Amt. Außerdem koordiniert die Arbeitsgruppe „UN-Menschenrechtsrat und Außenpolitik“.
Seit 2005 ist er Mitglied im Beirat der Bundesregierung für Krisenprävention und Friedensförderung.
Jochen Motte ist Herausgeber der Reihe For human rights. Publications of the Department for Justice, Peace and the Integrity of Creation. Über einen Zeitraum von 30 Jahre hat er zudem die VEM-Menschenrechtsaktion verantwortet, mit der jährlich auf aktuelle menschenrechtliche Themen aufmerksam gemacht wird.

## Veröffentlichungen (Auswahl)
- Biblische Theologie nach Walther Zimmerli. Darstellung und Würdigung der alttestamentlichen Theologie Walther Zimmerlis und der sich daraus ergebenden Perspektive zum Neuen Testament in systematisch-theologischer Sicht, Europäische Hochschulschriften Reihe XXIII (Bd. 521), Frankfurt am Main 1994,  ISBN 978-3-631-48078-6 (Dissertation).
- als Mitherausgeber: Strengthening Christian Perspectives on Human Dignity and Human Rights. Perspective from an International Consultative Process. WCC Publications, Genf 2022, ISBN 978-2-88931-479-9.
- Zur Zukunft der Menschenrechtsarbeit als Kernaufgabe der ökumenischen Gemeinschaft der Kirchen weltweit nach Karlsruhe. In: Verena Hammes und andere (Hrsg.): In der Liebe Christi weitergehen. Zukunft und Neuaufbruch weltweiter Ökumene – ein Jahr nach Karlsruhe. Evangelische Verlagsanstalt, Leipzig 2023, S. 159–163.